# Velocidad de llama
La velocidad de llama es la relación de expansión del frente de llamas en una reacción de combustión. Las llamas se propagan generalmente de forma esférica, por lo que la velocidad de llama se define como la velocidad de propagación radial de las llamas. La velocidad de llama representa la rapidez con la que viaja la llama desde un punto de referencia absoluto, mientras que la velocidad de combustión indica la velocidad de movimiento de los reactivos químicos (gases no quemados) hacia el frente de llamas desde un punto de referencia local ubicado en el frente de llamas.
Mientras que la velocidad de llama se usa generalmente para combustibles, un término relacionado es la velocidad explosiva, que es la misma relación medida para un explosivo. Los ingenieros de combustión diferencian entre la velocidad de llama laminar y la velocidad de llama turbulenta. La velocidad de llama se mide habitualmente en m/s, cm/s, etc.
En un motor de combustión interna, la velocidad de llama de un combustible es una propiedad que determina su capacidad para someterse a una combustión controlada sin detonación. La velocidad de llama se usa junto con la temperatura de llama adiabática para ayudar a determinar el rendimiento del motor.